# إبلتون
إبلتون (بالألمانية: Ableton AG) هي شركة برمجيات موسيقية ألمانية تنتج وتوزع برنامج الإنتاج والأداء إبلتون لايف ومجموعة من الأدوات ذات الصلة وعينات المكتبات بالإضافة إلى وحدة التحكم في الأجهزة الخاصة بهم إبلتون بوش. يقع مكتب إبلتون في منطقة برينزلوير بيرغ في برلين، ألمانيا، مع مكتب ثانٍ في باسادينا، كاليفورنيا.

## التاريخ
تم تأسيس إبلتون في 1999 من قبل جيرهارد بييلز و روبرت هينكه، اللذين شكلا معًا مجموعة مونولايك، ومهندس البرمجيات بيرند روجيندورف. بعد عمل بييلز على التوليف الحبيبي لنيتف إنسترمنتس رياكتور، بالإضافة إلى البرامج السابقة باستخدام محطة عمل سيليكون غرافيكس في جامعة برلين للتكنولوجيا، تم إصدار لايف لأول مرة كبرنامج تجاري في عام 2001. بييلز لا يزال الرئيس التنفيذي لإبلتون.